# Antoni Nughes
Antoni Nughes (l'Alguer, 18 de juny de 1943 - 4 de maig de 2018) fou un sacerdot, historiador i activista cultural alguerès, cofundador de l'Escola de Alguerés Pascual Scanu.

## Biografia
Realitzà Estudis clàssics al seminari de l'Alguer i Cuglieri, i batxillerat clàssic al Liceo Manno de l'Alguer (1962), fou sacerdot des del 1967. Llicenciat en Teologia a la Pontifícia Facultat Teològica del Sagrat Cor de Cuglieri (1967) i Doctor en Teologia-Història de l'Església a la Università Gregoriana Lateranese de Roma (1970), amb una tesi sobre la fundació de la diòcesi de l'Alguer (1503), el seu primer segle de vida i la implantació de la reforma tridentina a la diòcesi.
Antoni Nughes va ser el director de l'Arxiu Històric de l'Alguer, i el delegat diocesà de béns culturals.
També fou el director de L'Alguer: periòdic de cultura i informació. A través d'aquestes plataformes va contribuir a preservar i mantenir el llegat cultural alguerès, fixant-se especialment en allò que mostra la continuïtat de la catalanitat del territori. Antoni Nughes es va convertir, així, en un dels principals abanderats de l'afirmació de la catalanitat de l'Alguer i del seu territori, i en una de les persones que més han contribuït a la preservació de la cultura i el patrimoni catalans a l'Alguer, especialment en els darrers quaranta anys, caracteritzats una forta italianització del territori de l'Alguer.
A l'inici dels anys vuitanta va destacar per la seva tasca d'activisme cultural amb iniciatives com l'Escola Pasqual Scanu, que ofereix cursos per a adults i joves de manera gratuïta sobre història de l'Alguer i de literatura i llengua. Com a sacerdot ha lluitat per mantenir l'alguerès a la litúrgia, un important signe visible per a dotar de prestigi popular la llengua catalana i la seva cultura. Sobre aquesta qüestió va publicar Llengua i església a l'Alguer, editat per la Secció Filològica de l'IEC. És autor de l'ordinari de la missa en alguerès, conjuntament amb l'Abadia de Montserrat, havent fet editar i reeditar el missalet en la varietat algueresa de la missa, que s'ha convertit en el llibre més cops editat en català a l'Alguer.
El 2011 fou reconegut amb el Premi Canigó, atorgat per la Universitat Catalana d'Estiu. El 2014 s'incorporà com a membre corresponent a la Secció de Filosofia i Ciències Socials de l'Institut d'Estudis Catalans, ingrés que es formalitzà en el ple d'aquesta Secció reunit a l'Alguer l'abril de 2014 a l'Alguer.